# Поленичицы
Полени́чицы (бел. Палянічыцы) — деревня в Барановичском районе Брестской области Белоруссии. Входит в состав Столовичского сельсовета. Население по переписи 2019 года — 103 человека.

## География
Расположена в трёх км к северо-западу от Барановичей. К юго-востоку от деревни находятся разливы «Атлант».

## История
В 1897 году — в Столовичской волости Новогрудского уезда Минской губернии. После Рижского мирного договора 1921 года — в составе гмины Столовичи Барановичского повета Новогрудского воеводства Польши. С 1939 года — в составе БССР.
С 15 января 1940 года в Новомышском районе Барановичской, с 8 января 1954 года — Брестской областей, с 8 апреля 1957 года — в Барановичском районе. В период Великой Отечественной войны с июня 1941 года до 8 июля 1944 года оккупирована немецко-фашистскими войсками. На фронтах войны погибло девять односельчан.

## Население
| Численность населения (по переписи) | Численность населения (по переписи) | Численность населения (по переписи) | Численность населения (по переписи) | Численность населения (по переписи) | Численность населения (по переписи) | Численность населения (по переписи) | Численность населения (по переписи) | Численность населения (по переписи) |
| 1897                                | 1909                                | 1921                                | 1939                                | 1959                                | 1970                                | 1999                                | 2009                                | 2019                                |
| ----------------------------------- | ----------------------------------- | ----------------------------------- | ----------------------------------- | ----------------------------------- | ----------------------------------- | ----------------------------------- | ----------------------------------- | ----------------------------------- |
| 632                                 | ↗780                                | ↘444                                | ↗681                                | ↘643                                | ↘465                                | ↘201                                | ↘126                                | ↘103                                |

## Известные уроженцы
- Петрушко Сергей Антонович (род. 1940) — учёный в области животноводства, доктор сельскохозяйственных наук
- Черенкевич Сергей Николаевич (род. 1942) — биофизик, академик Национальной академии наук Беларуси